# Защитные лесные насаждения

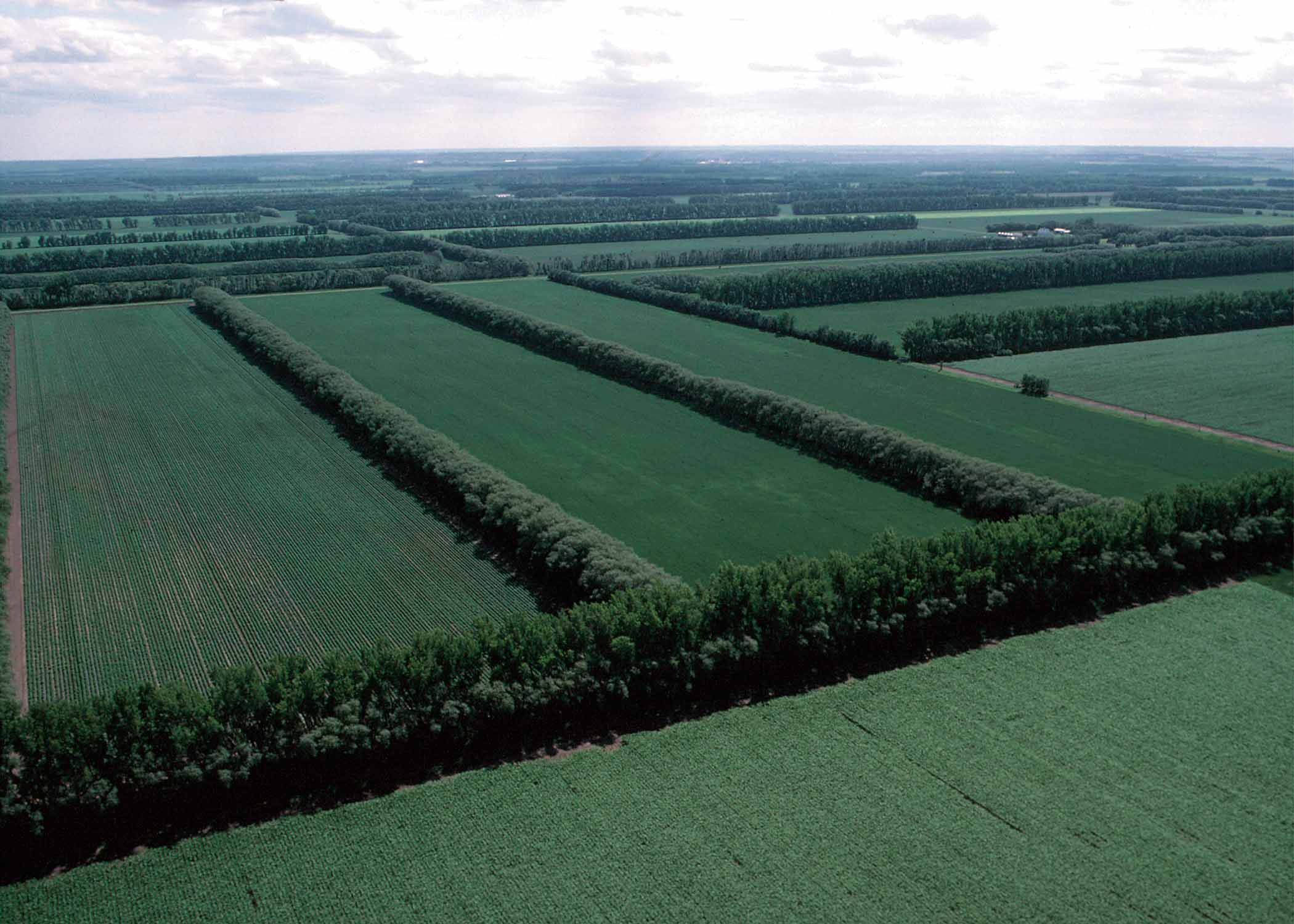
Лесные полосы в Северной Дакоте

Защи́тные лесны́е насажде́ния — искусственно созданные лесные насаждения для защиты от неблагоприятных природных и антропогенных факторов, в том числе для борьбы с засухой, водной и ветровой эрозией. Их устраивают посадкой или посевом главным образом в степных, лесостепных и полупустынных районах. Они могут служить для защиты многих объектов, в том числе: сельскохозяйственных угодий, почв, водоёмов, дорог, населённых пунктов.
Защитные лесные насаждения различаются по назначению и местоположению, существуют следующие группы: государственные защитные лесные полосы; полезащитные лесные полосы на неорошаемых землях; защитные насаждения на орошаемых землях; водорегулирующие лесные полосы на склонах; приовражные и прибалочные лесные полосы; горномелиоративные насаждения; насаждения, используемые в животноводстве, придорожные лесные полосы; лесные насаждения вокруг водоёмов, вдоль берегов и в поймах рек; насаждения на не используемых в сельском хозяйстве песках; зелёные лесные массивы полосы вокруг населённых пунктов.
Совокупность защитных лесных насаждений разного назначения на определённой территории является системой защитных лесных насаждений. Их применение увеличивает ветрозащитную эффективность более чем в 1,5 раза, распределение снега становится наиболее равномерным. В зависимости от наличия взаимного влияния между элементами системы различают взаимодействующие и невзаимодействующие. Система насаждений имеет большое природоохранное, санитарно-гигиеническое и рекреационное значение, улучшает среду для жизни человека, она создаёт места обитания для жизни многочисленных видов птиц и зверей, что способствуют появлению новых биогеоценозов.

## Структура защитных полос
У защитных полос большую роль играет конструкция насаждения, она влияет на скорость ветра, отложение снега, влажность почвы и другое.
Продуваемая конструкция насаждения применяется обычно в районах с холодными снежными зимами и большими снегопереносами. В ней крупные просветы между стволами составляют более 60 % площади стволов, в кронах — до 10 %.
Ажурная конструкция, как правило, используется в сухостепных районах с непостоянным снеговым покровом и пыльными бурями, а также на орошаемых и осушаемых землях, здесь имеются просветы по всему профилю — 15—35 %.
Плотная конструкция подходит для защиты животноводческих ферм, жилых строений, дорог, каналов и т. п., у неё просвет по продольному профилю составляют не более 10 %.
Состав и размещение деревьев и кустарников в защитных лесных насаждениях определяют их устойчивость и эффективность. Основную защитную функцию и выполняют деревья главной лесообразующей породы. Они образуют полог леса — верхний ярус насаждения. Сопутствующие породы деревьев, образующие подлесок, отеняют почву, уплотняют вертикальный профиль насаждения, способствуют улучшению роста главных пород. Кустарники играют почвозащитную роль, способствуют накоплению снега. Для каждой зоны оптимальным является свой состав деревьев и кустарников,
Например, среди деревьев, рекомендованных для Центральночернозёмной зоны в качестве лесообразующей породы, есть берёза повислая, дуб черешчатый, лиственница сибирская, сосна обыкновенная, тополь бальзамический, берлинский и китайский; сопутствующей — вяз обыкновенный, груша лесная, клён остролистный, липа мелколистная, рябина обыкновенная, яблоня лесная; кустарники — бузина красная, боярышник, ирга, кизил, облепиха.

## Виды защитных лесных насаждений

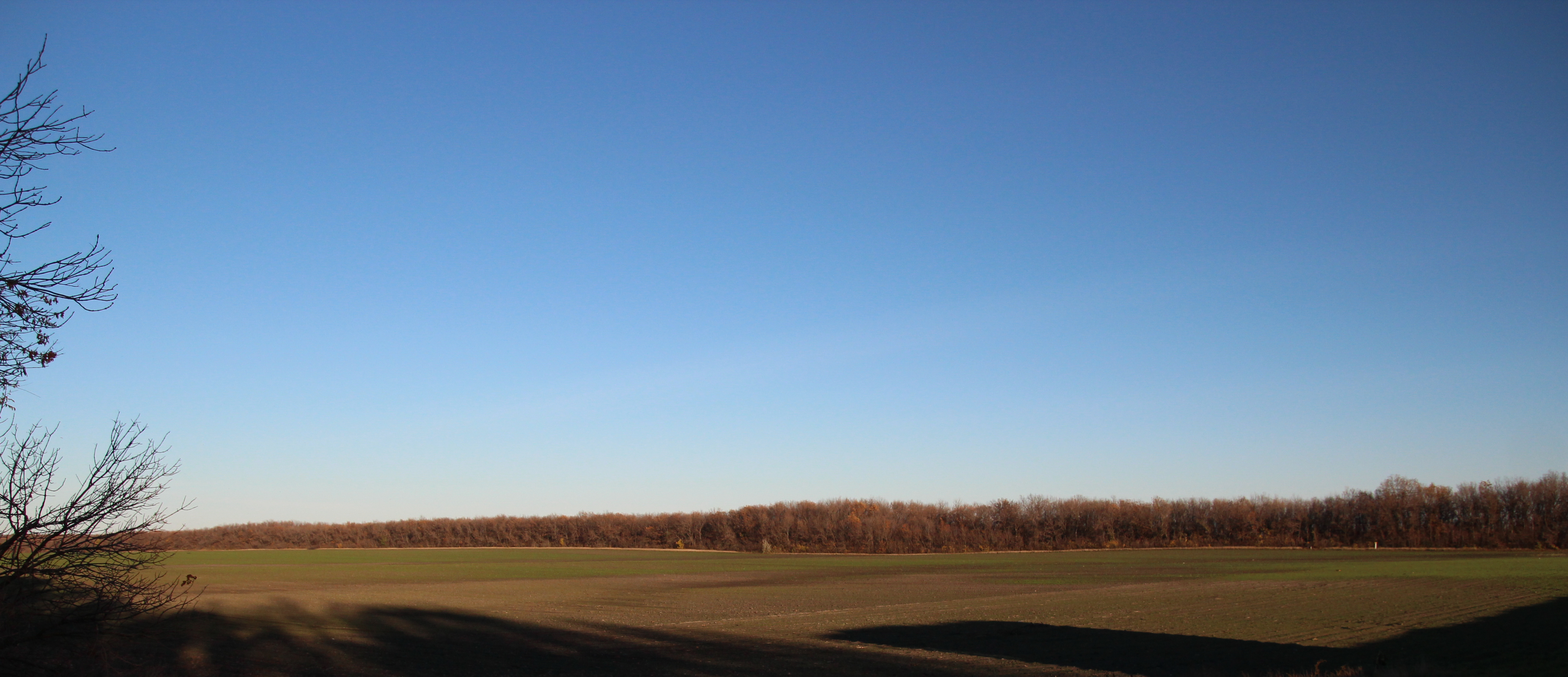
Участок полезащитной полосы Белая Калитва — Пенза

К защитным лесным насаждениям относятся полезащитные лесные полосы. В результате их применения повышаются урожаи. Это происходит благодаря тому, что
- снижается скорость и турбулентность ветров на защищаемых полях,
- улучшается микроклимат,
- улучшается распределение снега,
- регулируется влажность почвы,
- снижается ветровая и водная эрозия почвы.

На пахотных склонах крутизной свыше 2° полезащитные полосы, уменьшая сток талых и ливневых вод и смыв почвы, являются водорегулирующими.
Защитные лесные насаждения на орошаемых землях выращивают вдоль оросительных каналов. Это имеет следующие результаты:
- сокращение испарения из каналов и с полей,
- перехват фильтрационной воды из каналов,
- уменьшение подъёма грунтовых вод и вторичного засоления почв,
- защита от суховеев, пыльных бурь,
- защита каналов от засыпания мелкозёмом,
- защита берегов от зарастания сорняками.

Кустарник может служить в качестве илофильтров.
Приовражные и прибалочные защитные лесные насаждения вдоль бровки оврагов и балок имеют ширину 15—30 м, могут быть устроены по откосам, склонам оврагов и размытых балок, а также по их дну. Кроме того, защитные лесные насаждения создаются вокруг садов, различных плантаций, питомников.
Для нужд животноводства — на пастбищах, около животноводческих ферм и в местах отдыха скота — защитные лесные насаждения закладывают в виде полос и колков. Полосные насаждения увеличивают продуктивность пастбищ, создают препятствия холодным ветрам и снежным заносов. Колковые насаждения защищают скот от солнцепёка.
Защитные лесные насаждения вдоль автомобильных и железных дорог выполняют следующие задачи:
- защита от снежных и песчаных заносов[2];
- закрепление крутых склонов и размываемых откосов[2];
- ослабление сильных ветров[2];
- шумозащита прилегающих жилых территорий;[6]
- ограждение от скота (из наклонно посаженных ивовых кольев, образующих живой решётчатый забор, непроходимый для скота)[2].